# 9018 Galache
9018 Galache este un asteroid din centura principală de asteroizi.

## Descriere
9018 Galache este un asteroid din centura principală de asteroizi. A fost descoperit pe 5 mai 1987 la Lac Tekapo de Alan C. Gilmore și Pamela M. Kilmartin. Asteroidul prezintă o orbită caracterizată de o semiaxă mare de 2,31 ua, o excentricitate de 0,08 și o înclinație de 5,8° în raport cu ecliptica.